# Molybdeen

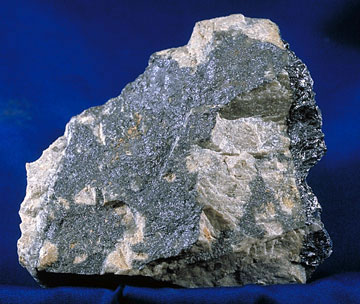
Molybdeniet

Molybdeen of molybdenium is een chemisch element met symbool Mo en atoomnummer 42. Het is een grijs overgangsmetaal.

## Ontdekking
In 1778 was de Zweedse chemicus Carl Wilhelm Scheele in staat om molybdeenoxide te isoleren uit mineralen. Vier jaar later isoleerde de Zweedse geoloog Peter Jacob Hjelm voor het eerst elementair molybdeen door het oxide te reduceren met koolstof.
De naam molybdeen komt van het Griekse Μόλυβδος, molybdos en is te vertalen als op lood lijkend.

## Toepassingen
Ongeveer 70% van al het wereldwijd geproduceerde molybdeen wordt in legeringen gebruikt, zoals in hastelloy. Molybdeen bevattend staal is aanmerkelijk sterker, corrosiebestendiger en beter bestand tegen temperatuurwisselingen dan normaal staal. Om die redenen vindt er veel toepassing van molybdeen plaats in raketmotoren en chemische pijpleidingen. Behalve als legeringselement wordt molybdeen in de chemie toegepast en slechts een paar procent wordt voor molybdeenmetaal gebruikt. Andere toepassingen van molybdeen zijn:
- katalysator in petroleumindustrie
- pigment, van geel via oranje tot rood, voor verf, inkt, plastics en rubber
- transistors
- molybdeen(IV)sulfide wordt gebruikt als smeermiddel, het behoudt zijn smerende eigenschappen ook bij hoge temperaturen, waar smeerolie zou desintegreren.[1]
- als molybdeenfrit in kunstmest voor planten.
- als achterzijdecontact in CIGS-zonnecellen.
- In gloeilampen, gasontladingslampen, doorvoering in kwartslampen.
- hoogtemperatuur toepassingen als vacuümovens, schutgasovens
- In het analytisch laboratorium wordt molybdeen gebruikt in de spectrofotometrische bepaling van fosfaat.
- Bij duurdere fietsframes wordt er soms chroom-molybdeen gebruikt.
- De radioactieve isotoop 99Mo wordt in de isotopenindustrie gebruikt. In 2008 werd een patent aangevraagd voor de productie van het synthetische radio-isotoop technetium-99m op basis van molybdeen-98.[2]
- Spiegels voor extreem UV licht in lithography machines van ASML

## Opmerkelijke eigenschappen
Het smeltpunt van bijna 2900 K is een van de hoogste die bij zuivere elementen wordt aangetroffen. Molybdeen is een essentieel sporenelement, een voedingsstof voor planten en komt voor in sommige enzymen zoals xanthine-oxidase.

## Verschijning
Hoewel molybdeen in verschillende mineralen wordt aangetroffen zoals molybdeniet, powelliet en wulfeniet, is alleen molybdeniet commercieel aantrekkelijk. Molybdeniet, ook wel molybdeenglans geheten, wordt als zodanig gewonnen maar komt ook vrij als bijproduct van de koperwinning. Het gehalte zuivere molybdeen in het erts varieert van 0,01 tot 0,5%. De belangrijkste molybdeenmijnen zijn te vinden in de Verenigde Staten en China.
Maanmonsters die met de Russische Loena 24-missie terugkwamen naar de aarde bevatten zuiver molybdeenmetaal.

## Isotopen
| Stabielste isotopen | Stabielste isotopen | Stabielste isotopen      | Stabielste isotopen      | Stabielste isotopen      | Stabielste isotopen      |
| Iso                 | RA (%)              | Halveringstijd           | VV                       | VE (MeV)                 | VP                       |
| ------------------- | ------------------- | ------------------------ | ------------------------ | ------------------------ | ------------------------ |
| 92Mo                | 14,84               | stabiel met 50 neutronen | stabiel met 50 neutronen | stabiel met 50 neutronen | stabiel met 50 neutronen |
| 93Mo                | syn                 | 4,0·103 j                | EV                       | 2,893                    | 93Nb                     |
| 94Mo                | 9,25                | stabiel met 52 neutronen | stabiel met 52 neutronen | stabiel met 52 neutronen | stabiel met 52 neutronen |
| 95Mo                | 15,92               | stabiel met 53 neutronen | stabiel met 53 neutronen | stabiel met 53 neutronen | stabiel met 53 neutronen |
| 96Mo                | 16,68               | stabiel met 54 neutronen | stabiel met 54 neutronen | stabiel met 54 neutronen | stabiel met 54 neutronen |
| 97Mo                | 9,55                | stabiel met 55 neutronen | stabiel met 55 neutronen | stabiel met 55 neutronen | stabiel met 55 neutronen |
| 98Mo                | 24,13               | stabiel met 56 neutronen | stabiel met 56 neutronen | stabiel met 56 neutronen | stabiel met 56 neutronen |
| 99Mo                | syn                 | 65,94 u                  | β−                       | 1,357                    | 99Tc                     |
| 100Mo               | 9,63                | 1,2·1019 j               | 2β−                      | 3,034                    | 100Ru                    |

Van molybdeen komen zes stabiele en ongeveer 25 radioactieve isotopen voor. Het overgrote deel van de instabiele isotopen heeft halveringstijden in de orde van seconden. 100Mo heeft echter een halveringstijd van 1,2·1019 jaar. In de isotopenindustrie wordt 99Mo gebruikt bij de productie van 99Tc.

## Toxicologie en veiligheid
Poedervormig molybdeen en veel molybdeenverbindingen zijn in geringe mate giftig, maar vergeleken met de meeste andere zware metalen zijn er relatief grote hoeveelheden nodig voordat er schadelijke gevolgen optreden. Directe vergiftiging zal met molybdeen vrijwel niet voorkomen omdat daarvoor te grote hoeveelheden nodig zijn.